# 岡崎和寛
岡崎 和寛（おかざき かずひろ、1987年12月23日 - ）は、日本の俳優である。
東京都出身。プラチナムプロダクション所属。血液型B型。

## 略歴・人物
- 立教大学在学中に「Mr.Rikkyo of the year 2007」でグランプリを受賞したのを機にプラチナムの所属となる。
- 趣味はバイク、読書、音楽鑑賞、散歩、写真、カフェ巡り。
- 愛用するロードバイクはピナレロ。カズレロとの愛称がついている。
- 身長179cm。スリーサイズは、B 84cm、W 69cm、H 85cm。足のサイズ28cm。
- ELLEGARDENが好き。

## 出演

### 舞台
- 「猫目倶楽部」（2008年、シアターグリーンBIG TREE THEATER）
- 「GO, JET! GO! GO!」（2008年）
- ミュージカル・テニスの王子様2ndシーズン（2010年 - 2014年）伊武深司 役
  - 青学vs不動峰（2011年1月 - 2月、JCBホール 他）
  - Dream Live 2011（2011年11月、神戸ワールド記念ホール/横浜アリーナ）
  - 春の大運動会2012（2012年5月、有明コロシアム）
  - 春の大運動会2014（2014年4月、横浜アリーナ）
  - 全国大会 青学vs立海（2014年7月 - 9月、TOKYO DOME CITY HALL 他）
  - Dream Live 2014（2014年11月、神戸ワールド記念ホール/さいたまスーパーアリーナ）
- 「VitaminZ」（2012年8月、前進座劇場）不破千聖 役
- 「男子ing」（2012年11月、SPACE107）近藤 役
  - 「だんぜん!!FES」（2013年7月、STUDIO COAST）
- 「ポチッとな。-Switching On Summer-」（2013年7月、俳優座劇場）長谷川昆太 役
- 「十鬼の絆 〜関ヶ原奇譚〜恋舞」（2013年12月、星陵会館）酒呑童子 役

### 映画
- 「華鬼 響×桃子編」（2009年）青柳時雨 役

### CM
- アテニア化粧品 トライアルセット「うるおい届け隊」篇
- ダノンビオ「張ってるだけかも」篇

### TV
- 熱血!平成教育学院（フジテレビ）
- 全国一斉!日本人テスト（フジテレビ）
- 花ざかりの君たちへ〜イケメン☆パラダイス〜2011（2011年、フジテレビ）泉ヶ丘秀晴 役

### PV
- Sunya「キミのとなりで…feat. 中村舞子」（2012年）
- Sunya「ずっとずっと二人で…feat. 菅原紗由理」（2012年）